# 娜奥米·克莱恩

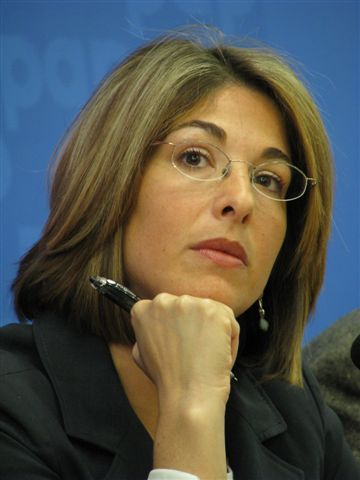
娜奥米·克莱恩

娜奥米·克莱恩（英語：Naomi Klein；1970年5月8日—）是一位加拿大记者、作家和社会活动家，她以从政治经济方面对全球化的批判而著名。克莱因在2005年全球知识分子投票中名列第11，是排名最高的女性。她的主要作品有《NO LOGO》《震撼主義：災難經濟的興起》《天翻地覆：資本主義 vs. 氣候危機》等。

## 生平
生于魁北克蒙特利尔。克莱因的写作生涯开始于在多伦多大学的学生报纸《The Varsity》担任主编。1989年的蒙特利尔工程学院大屠杀促使她成为女性主义者。她曾在伦敦经济学院担任讲师。2000年，克莱因出版了《NO LOGO》一书。该书的出版引起轰动，成了反全球化运动的宣言。该运动直接导致了1999年在西雅图举行的世贸会议的匆匆休会。该书将矛头指向以品牌为中心的消费者文化，揭露了光鲜品牌背后的大公司很多令人发指的卑鄙行为。该书对耐克公司的批评使其不得不发表回应，这是该公司有史以来第一次。
2002年，克莱因出版了《篱笆和窗》一书，内容为她为反全球化运动所作的一些文章、演讲的结集。
她同时为《The Nation》、《In These Times》、加拿大的《环球邮报》、英国的《卫报》等媒体供稿。

## 作品

### 《NO LOGO》
2000年，克莱因出版了《NO LOGO》一书。该书的出版引起轰动，成了反全球化运动的宣言。该书将矛头指向以品牌为中心的消费者文化，揭露了光鲜品牌背后的大公司为了追求更高利润而在最贫穷国家里卑鄙的剥削工人的行为。该书对耐克公司的严厉批评，使其不得不发表详细逐项回应，这是该公司有史以来第一次。《NO LOGO》成为销售超过一百万份的国际畅销书，翻译超过28种语言。

### 《篱笆和窗》
在2002年， 克莱因出版了《篱笆和窗》（Fences and Windows）, 一个作品集合了她的文章和演讲，代表反全球化运动 (all proceeds from the book go to benefit activist organizations through The Fences and Windows Fund).

### 《震撼經濟》
克莱因的第三本书，《震撼經濟：災難經濟的興起》，出版于2007年9月4日，出版成为国际和纽约时报的畅销书，并翻译成28种语言。
这本书认为，诺贝尔经济学奖得主米尔顿·弗里德曼和芝加哥经济学派的自由市场政策，用暴力取得了统治，对人民意味着巨大的灾难。例如，皮诺切特领导的智利，波兰，叶利钦领导的俄国，和美国（例如，在飓风卡特里娜（Hurricane Katrina）灾难后的新奥尔良公立学校的私有化）。这本书还认为，政策措施（例如，在联军临时权力机构统治下对伊拉克经济的私有化）被紧急通过，是当这些国家的公民在遭受灾难，动乱，或入侵的冲击的时候。

### 《天翻地覆》
克萊因的第四本書《天翻地覆：資本主義 vs. 氣候危機》 (This Changes Everything: Capitalism vs. the Climate)出版於2014年九月。在本書作者認為資本主義結構試圖阻饒任何試圖緩和氣候變遷的政策與措施，資本主義邏輯與緩和氣候變遷的政策無法相容，改善氣候變遷是全民覺醒的運動，必須起身行動才能獲得實質的成果。本書獲得依利獨立新聞獎（The Izzy Award）、希拉蕊．溫斯頓（Hilary Weston Writers’ Trust Prize）非文學類寫作獎。